# Aéroport de Walvis Bay
L'aéroport de Walvis Bay (code IATA : WVB • code OACI : FYWB) est un aéroport desservant Walvis Bay, une ville dans la région Erongo de la Namibie.

## Situation
Il est situé à environ 15 km à l'est de la ville.
| Katima Mulilo Lüderitz Ondangwa Oranjemund Rundu Walvis Bay Windhoek-Eros Windhoek-H. Kutako |

## Compagnies et destinations
| Compagnies | Destinations                   |
| ---------- | ------------------------------ |
| Airlink    | Johannesbourg OR Tambo, Le Cap |
| FlyNamibia | Le Cap, Windhoek Hosea Kutako  |

Édité le 25/06/2018  Actualisé le 23/11/2023

## Équipement

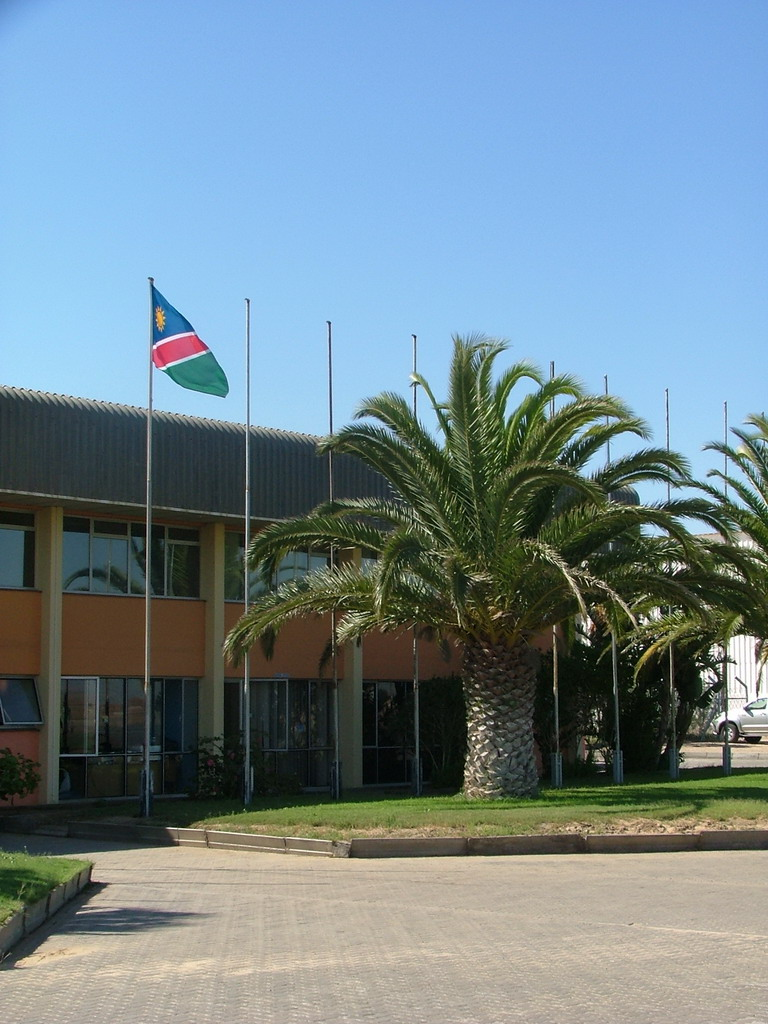
Vieux aéroport

Militaire à l'origine, l'aéroport a été équipé depuis 2007 de système de contrôle aérien, de balisage lumineux de piste et d'ILS. La piste et l'aire de stationnement des avions ont été rénovés en 2015

## Statistiques
Pour des raisons techniques, il est temporairement impossible d'afficher le graphique qui aurait dû être présenté ici.

Voir la requête brute et les sources sur Wikidata.